# Nossa Senhora do Rosário
Nossa Senhora do Rosário és una freguesia (parròquia civil) de Cap Verd. Cobreix la gran part orientaldel municipi de Ribeira Brava, a l'illa de São Nicolau.

## Subdivisions
La freguesia consta dels següents assentaments, amb població segons el cens de 2010:
- Água das Patas (pob: 108)
- Belém (pob: 132)
- Boqueirão (pob: 15)
- Cachaço (pob: 393)
- Caleijão (pob: 300)
- Campinho (pob: 266)
- Canto Fajã (pob: 238)
- Carriçal (pob: 190)
- Chã de Norte (pob: 17)
- Figueira de Cocho (pob: 1)
- Juncalinho (pob: 433)
- Lompelado (pob: 416)
- Morro (pob: 146)
  - Morro Alto
- Morro Brás (pob: 188)
- Pico Agudo (pob: 118)
- Pombas (pob: 125)
- Preguiça (pob: 567)
- Ribeira Brava (pob: 1,936)
- Talho (pob: 308)